# Pelargonia pachnąca
Pelargonia pachnąca (Pelargonium graveolens) – gatunek rośliny należący do rodziny bodziszkowatych. Nazwy zwyczajowe:  geranium, anginka, anginowiec, ruzyndla. Pochodzi z południowej i wschodniej części Afryki. Jest uprawiana, w uprawie jednak spotyka się wyłącznie kultywary i mieszańce oznaczane jako Pelargonium graveolens hort. lub Pelargonium ×graveolens. Nazwą pelargonia pachnąca określa się również całą grupę mieszańców i kultywarów pochodzących od innych gatunków pelargonii o silnym zapachu. Wiele z nich wyhodowane zostało przez dawnych ogrodników, dzisiaj już nie sposób ustalić od jakiego gatunku one pochodzą.

## Morfologia

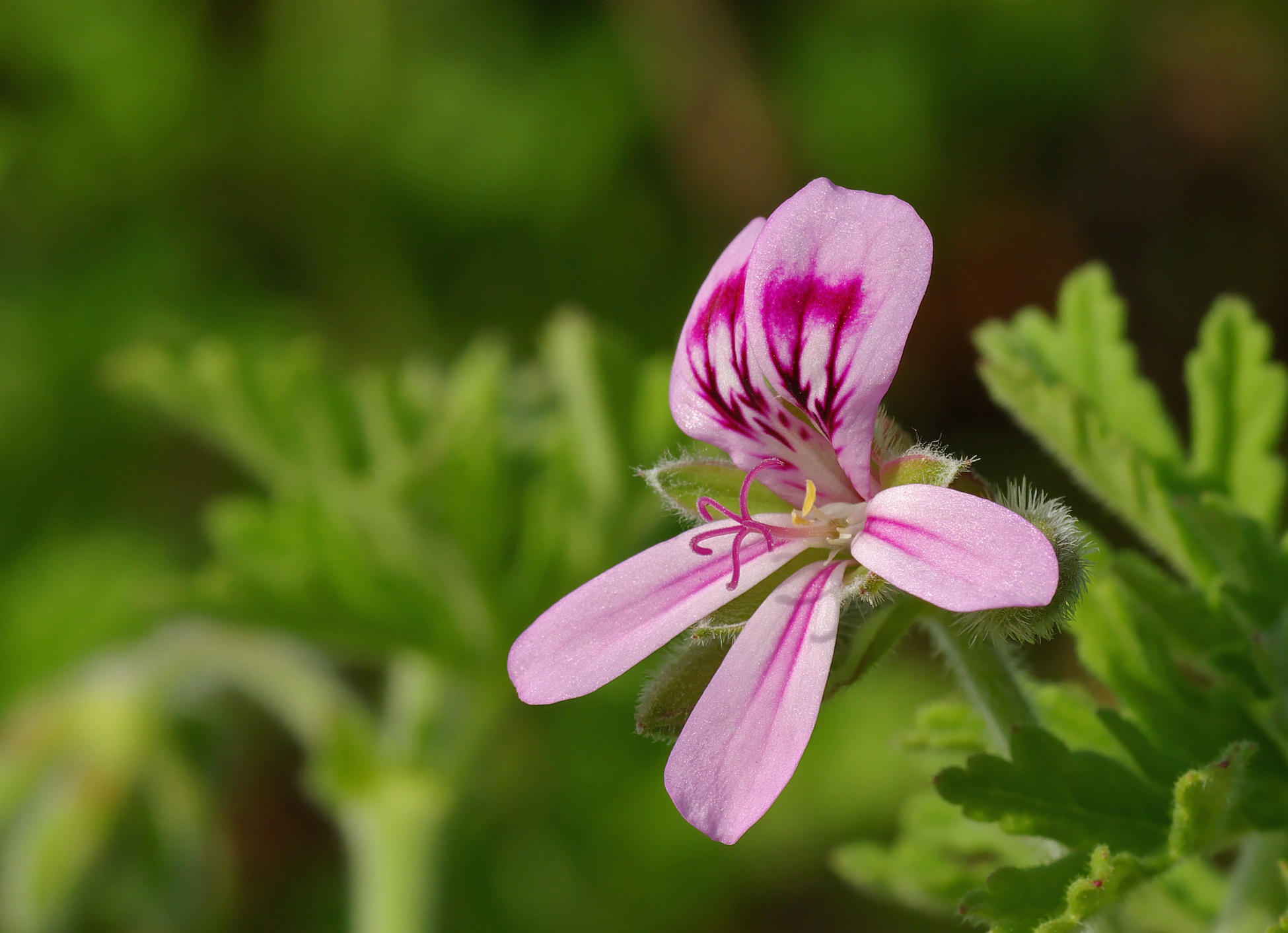
Kwiat

PokrójUprawiane odmiany to półkrzewy o wysokości do 1 m.
LiścieNaprzeciwległe, długoogonkowe, owłosione, z blaszką głęboko powycinaną i ząbkowaną na brzegu.
KwiatyZebrane w 5–10 kwiatowe baldachy wyrastające na długich szypułkach z katów liści. Mają kolor od białego do bladopurpurowego, górne płatki zazwyczaj mają ciemniejsze żyłkowanie. W porównaniu z innymi gatunkami pelargonii są drobne i mało ozdobne. Przeważnie mają symetrię dwuboczną; dwa górne płatki korony są szersze i dłuższe, a także inaczej zabarwione, pręcików jest 10, część z nich lub wszystkie są zmarniałe. Kwiaty są bezwonne.
Gatunki podobneDo silnie pachnących pelargonii należą też: pelargonia kutnerowata (P. tomentosum) o zapachu miętowym i Pelargonium crispum o zapachu cytrynowym. W uprawie występują one również tylko jako mieszańce i kultywary.

## Biologia

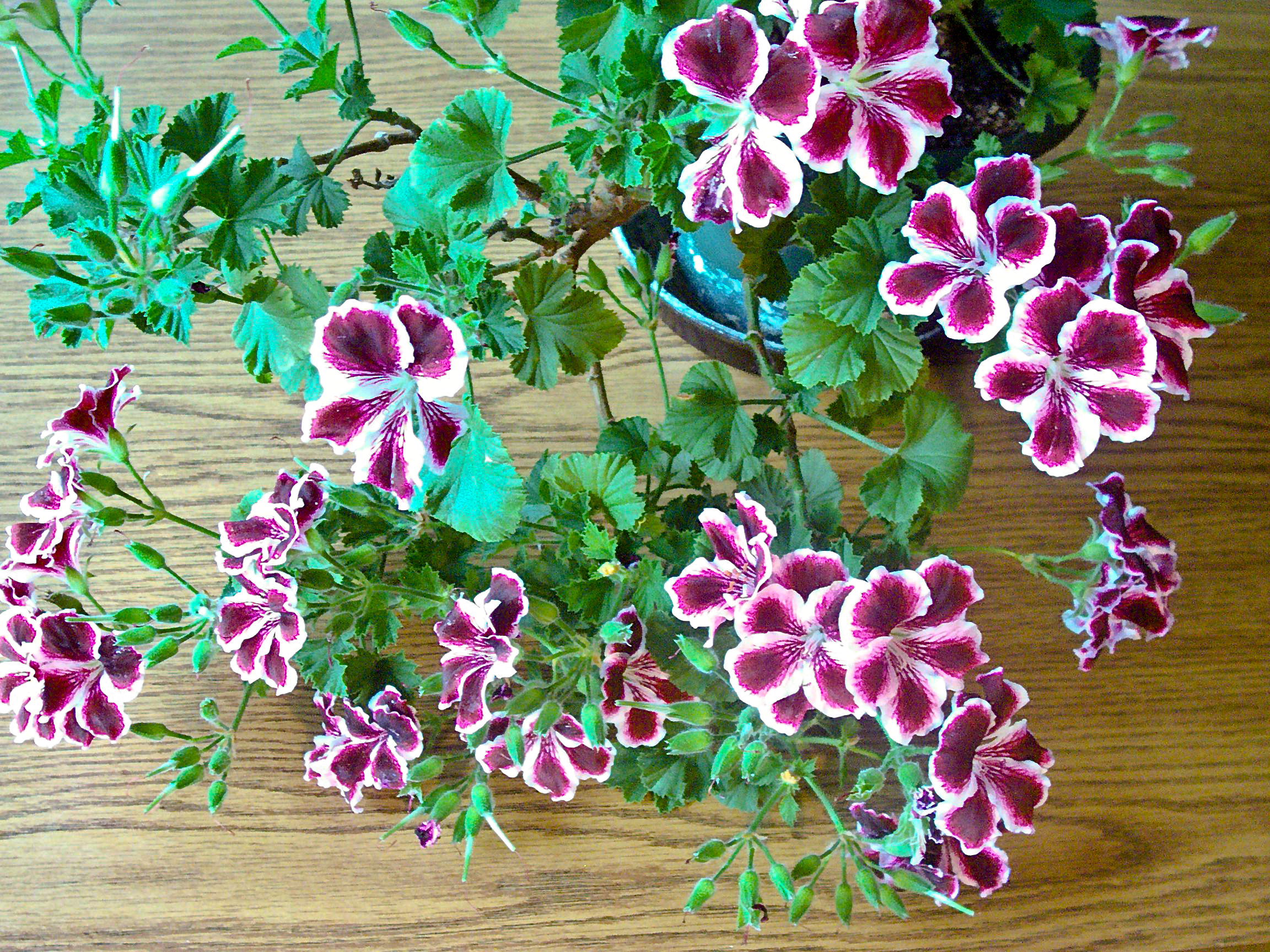
Pelargonium crispum

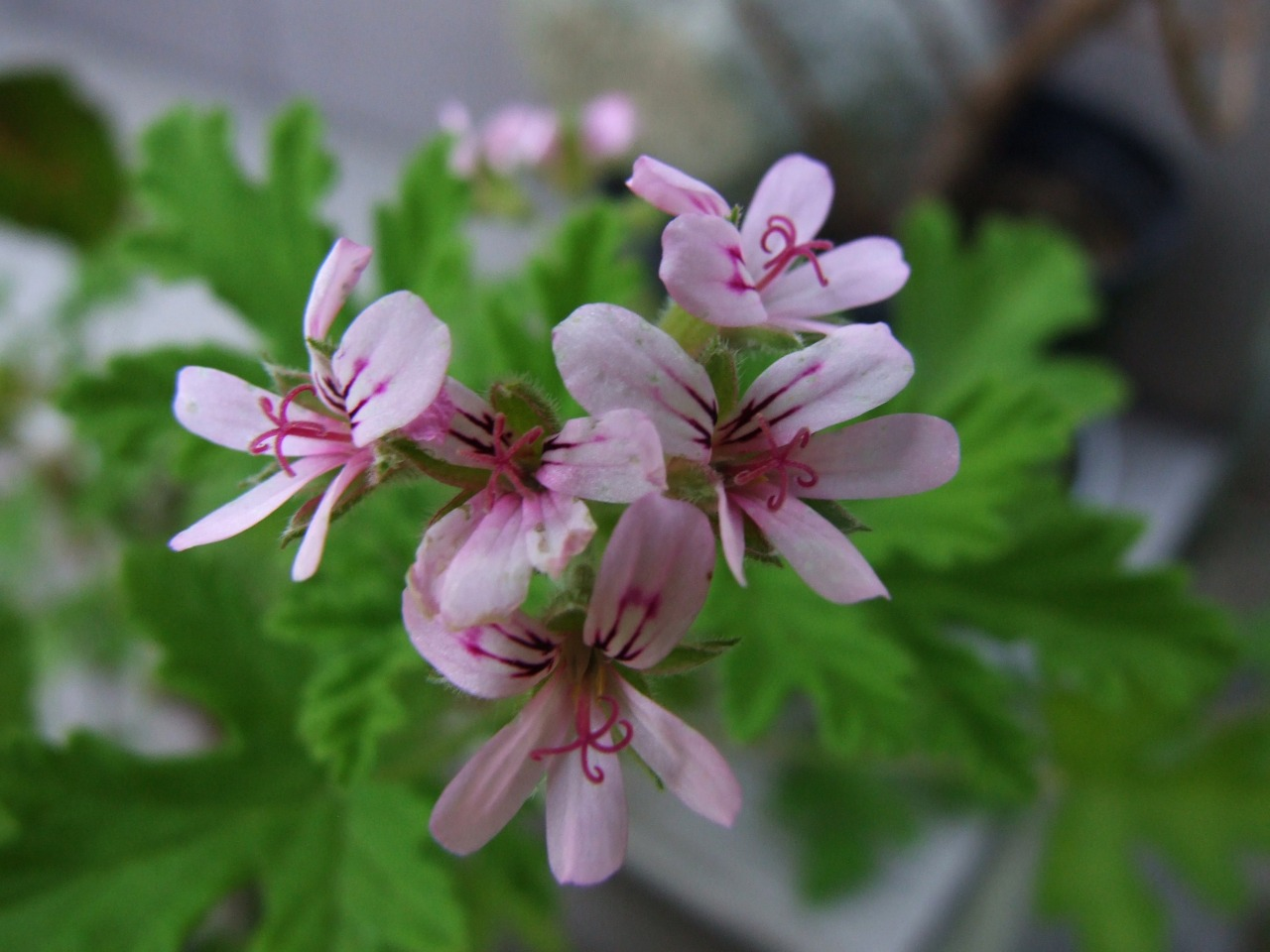
Kwiaty Pelargonium ×graveolens

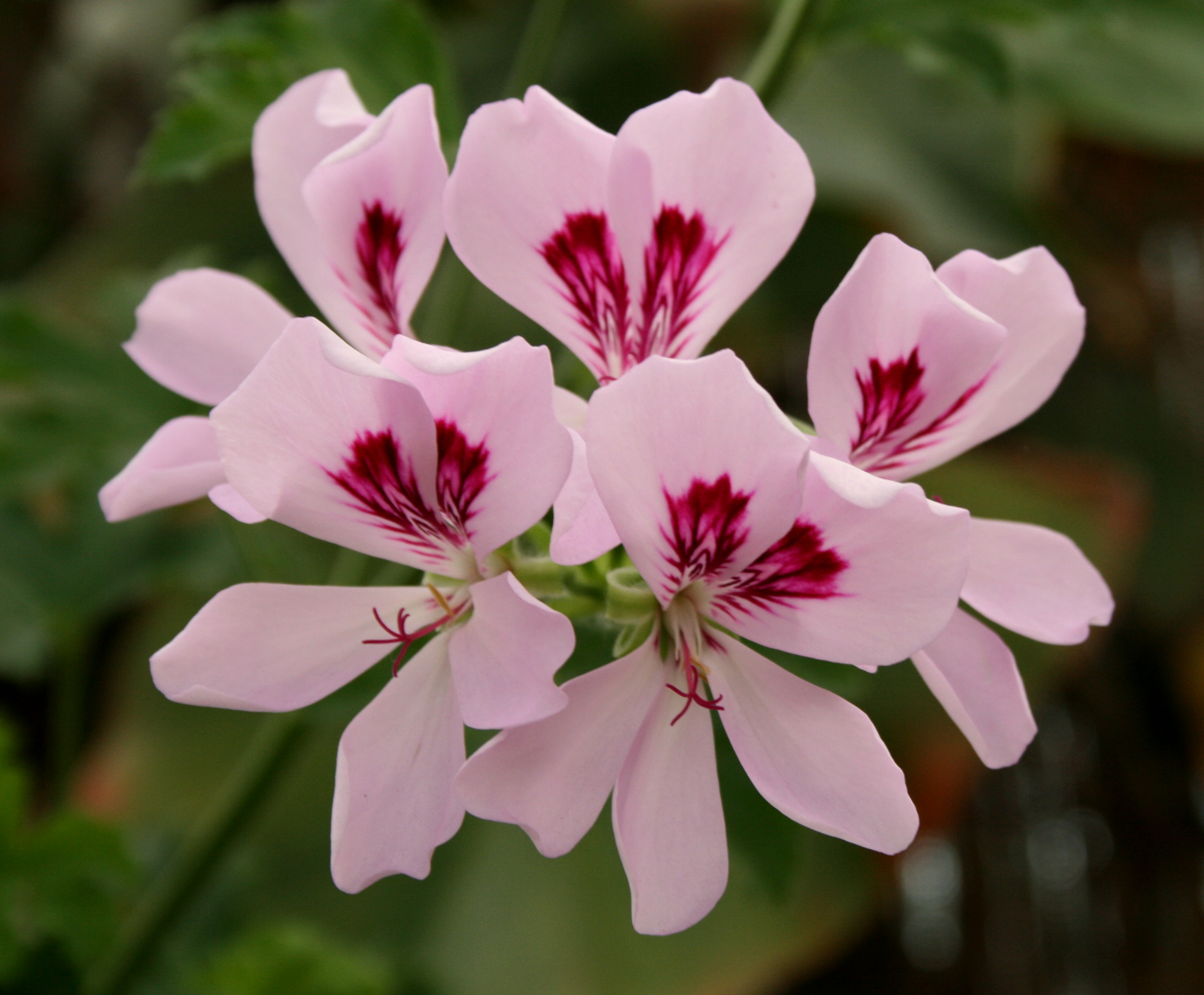
Kwiaty Pelargonium ×graveolens

Roślina wieloletnia i długowieczna. Rocznie jej pędy przyrastają o 20–30 cm. W uprawie domowej jednak trzymana jest zwykle tylko przez kilka lat, gdyż starsze okazy stają się brzydkie. Bardzo charakterystyczną cechą tej rośliny jest silny, różany, aromatyczny i orzeźwiający zapach wydzielający się zwłaszcza przy potarciu liści, wytwarza bowiem duże ilości olejków eterycznych. Jak wszystkie pelargonie jest rośliną termoindukcyjną – kwitnie obficie po dłuższym przebywaniu w niskiej temperaturze. Bez przejścia tego okresu spoczynku kwitnie słabo lub wcale, traci też swój charakterystyczny pokrój. Dlatego też w uprawie domowej kwitnie rzadko, nasion przeważnie nie zawiązuje.

## Zastosowanie
- Roślina ozdobna, w Polsce uprawiana jako doniczkowa roślina pokojowa, ale w okresie letnim uprawiana jest również w doniczkach na balkonach, werandach i w ogródku. Uprawiana jest głównie ze względu na zapach, ale jej walorami ozdobnymi są także ładne liście i pokrój. Kwiaty mają mniejsze znaczenie ozdobne.
- Wytwarzane przez nią olejki aromatyczne (tzw. olejek geraniowy) wykorzystywane są w przemyśle perfumeryjnym, a także w cukiernictwie do produkcji olejków zapachowych.
- Uważana jest za roślinę leczniczą.
- Jej liście dodawane do herbaty nadają jej aromatyczny, oryginalny smak.

## Uprawa
- Wymagania. Dobrze rośnie w temperaturze pokojowej, zimą wymaga obniżonej temperatury (3-5 °C). Jest jak wszystkie pelargonie rośliną światłolubną, uprawiana w cieniu słabo pachnie, nie kwitnie, a jej pędy nadmiernie się wyciągają. Nie ma specjalnych wymagań co do gleby, dobrze rośnie w każdej żyznej ziemi ogrodowej. Jest wrażliwa na nadmiar wilgoci w glebie, nadmierne podlewanie bardziej jej szkodzi, niż okresowe przesuszenie gleby. Jest nieodporna na mróz.

- Sposób uprawy. W okresie wiosennym i letnim (nie dłużej niż do końca sierpnia) nawozi się ją co 2–3 tygodnie płynnymi nawozami wieloskładnikowymi, najlepiej specjalnie dla pelargonii. Co wiosnę przesadza się ją do większej o 1–2 numery doniczki. Systematycznie uszczykuje się wierzchołki pędów, by lepiej się rozkrzewiała. Okazy starsze należy silniej przyciąć.
- Rozmnażanie. Dość łatwo rozmnaża się przez sadzonki pozyskiwane z młodych pędów przez cały rok (z wyjątkiem zimy). Ukorzenia się je w mieszaninie torfu z piaskiem w temperaturze pokojowej. Dla niektórych odmian dostępne są też w sprzedaży nasiona.